# Adelanto
Adelanto is een plaats (city) in de Amerikaanse staat Californië, en valt bestuurlijk gezien onder San Bernardino County.

## Demografie
Bij de volkstelling in 2000 werd het aantal inwoners vastgesteld op 18.130.
In 2006 is het aantal inwoners door het United States Census Bureau geschat op 27.105, een stijging van 8975 (49.5%).

## Geografie
Volgens het United States Census Bureau beslaat de plaats een oppervlakte van
138,6 km², geheel bestaande uit land. Adelanto ligt op ongeveer 932 m boven zeeniveau.

## Plaatsen in de nabije omgeving
De onderstaande figuur toont nabijgelegen plaatsen in een straal van 40 km rond Adelanto.